# Zabójstwo Mary Phagan

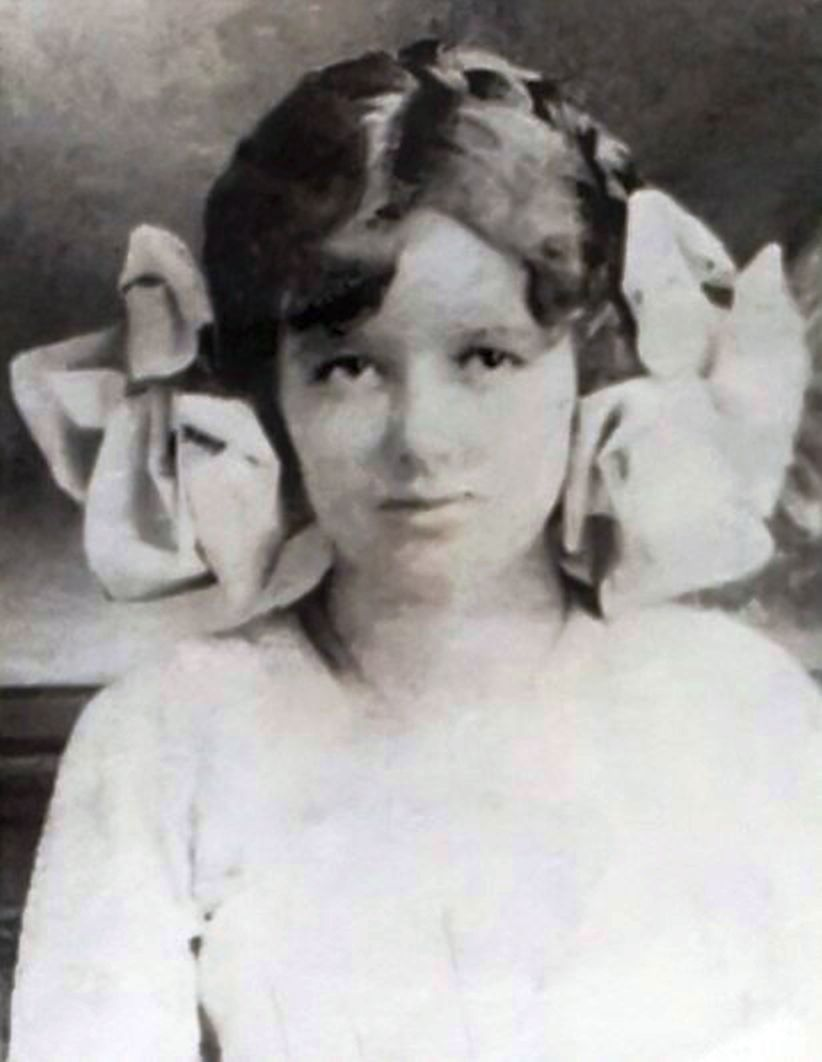
Mary Phagan krótko przed śmiercią.

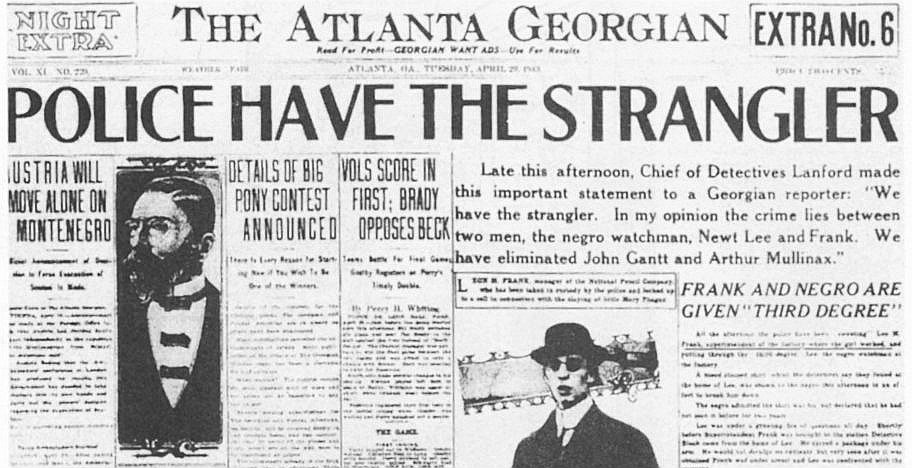
Pierwsza strona gazety The Atlanta Georgian z 29 kwietnia 1913 z informacjami o śledztwie

Morderstwo Mary Phagan – brutalne morderstwo Mary Phagan, 13-letniej dziewczynki (ur. 1 czerwca 1899), które miało miejsce 26 kwietnia 1913 w Atlancie (USA).
Mary Phagan została zgwałcona i uduszona na terenie Narodowej Fabryki Ołówków, w której pracowała. Głównym oskarżonym został Leo Frank, kierownik fabryki żydowskiego pochodzenia. Na jego niekorzyść przemawiały poszlaki – krzywoprzysięgał. Został mu wytoczony proces, podczas którego został skazany na karę śmierci. Na krótko przed egzekucją, John Marshall Slaton, gubernator stanu Georgia, zmienił mu karę na dożywotnie więzienie. Jednakże tłum porwał Franka z więzienia i dokonał linczu.
Jednym z podejrzanych o dokonanie tej zbrodni był Jim Conley, Afroamerykanin pracujący w tej samej fabryce co Mary Phagan. Po fakcie Conley został oskarżony jako współwinny śmierci Mary. Incydent był jedną z przyczyn odrodzenia się Ku Klux Klanu w Stanach Zjednoczonych. 4 marca 1982 roku Alonzo Mann, który w roku 1913 był gońcem w biurze Franka, przyznał, że podczas procesu zeznał fałszywie, jakoby widział Conleya przenoszącego ciało Mary.
W 1983 roku Rada Stanu Georgia – Georgia Board of Pardons and Paroles, odrzuciła starania o pośmiertne ułaskawienie Leo Franka, tłumacząc, iż fałszywe zeznania Manna nie uniewinniają Franka. Ułaskawienie doszło do skutku w 1986 roku – uznano, że poprzez zlinczowanie Frank stracił prawo do późniejszych apelacji. Rodzina Phagan wciąż twierdzi, że Leo Frank był prawdziwym sprawcą zbrodni, oraz zaprzecza, jakoby Ku Klux Klan wykorzystał sprawę do własnych celów.

## Morderstwo Mary Phagan w kulturze
Morderstwo było kanwą filmu z roku 1937 pt. They Won't Forget.  Mary Phagan Kean, prawnuczka siostry zamordowanej dziewczyny, w 1987 roku napisała książkę o jej śmierci pt. The Murder of Little Mary Phagan. W 1988 roku sprawę przypomniał miniserial telewizyjny The Murder of Mary Phagan (wyróżniony Nagrodą Emmy w tym samym roku), a w 1998 roku musical Parade.